# Сормхири
Сормхири́ (чув. Сурăмхĕрри) — деревня в Красноармейском районе Чувашской Республики.

## География
Находится в северной части Чувашии, на расстоянии приблизительно 8 км на запад-юго-запад по прямой от районного центра села Красноармейское на левобережье реки Сорма.

## История
Известна с 1858 года как околоток деревни Караево (ныне село) с 471 жителем. В 1906 году было учтено 128 дворов, 590 жителей, в 1926—125 дворов, 548 жителей, в 1939—572 жителя, в 1979—437. В 2002 году было 98 дворов, в 2010 — 78 домохозяйств. В 1930 был образован колхоз «Большевик», в 2010 году действовали ООО «Караево», ООО «Крина». До 2021 года входила в состав Караевского сельского поселения до его упразднения.

## Население
Постоянное население составляло 235 человек (чуваши 98 %) в 2002 году, 178 в 2010.